# Biała (gmina w województwie lubelskim)
Biała (w 1868 przejściowo Burza; od 1973 Radzyń Podlaski i Borki) – dawna gmina wiejska istniejąca w latach 1809–1954 na Lubelszczyźnie. Siedzibą gminy była Biała.
Gmina Biała jako jednostka jednowioskowa powstała w 1809 w Księstwie Warszawskim. Po podziale Królestwa Polskiego na powiaty i gminy z początkiem 1867 gmina weszła w skład w powiatu radzyńskiego w guberni siedleckiej (od 1912 gubernia lubelska). 
W 1919 gmina (zwiększona o obszar zniesionej gminy Sitno) weszła w skład woj. lubelskiego i składała się z następujących wsi: Biała, Adamki, Feliksówka, Białka, Bedlno, Borki, Branica, Brzostówiec, Główne, Jaski, Krasew, Marynin, Lichty, Maruszewiec, Niewęgłosz, Olszewnica, Osowno, Pasmugi, Paszki Duże, Paszki Małe, Płudy, Starawieś, Sitno, Siedlanów, Ustrzesz, Wrzosów, Wola Chomejowa, Zbulitów, Zabiele i Żabików. Podczas okupacji gmina należała do dystryktu lubelskiego (w Generalnym Gubernatorstwie).
Według stanu z dnia 1 lipca 1952 gmina Biała składała się z 29 gromad. Jednostka została zniesiona 29 września 1954 wraz z reformą wprowadzającą gromady w miejsce gmin. Z obszaru gminy utworzono gromady w Białej, Białce, Borkach, Branicy, Paszkach Dużych, Płudach i Krasewie. Po reaktywowaniu gmin z dniem 1 stycznia 1973 roku gminy Biała nie przywrócono, utworzono natomiast dwie nowe gminy, gminę Radzyń Podlaski i gminę Borki.